# Джукаев, Евгений Семёнович
Евгений Семёнович Джукаев (18 августа 1867, Велижский уезд, Витебская губерния — после 1933, Сербия) — русский кадровый офицер-артиллерист, полковник, участник Русско-японской, Первой мировой и Гражданской войн.

## Образование и служба
Родился в семье артиллерии поручика Семёна Григорьевича Джукаева. Окончил Второй кадетский корпус (1886) и Николаевское кавалерийское училище (1888), по окончании которого произведен в корнеты Астраханского 22-го драгунского полка. Однако уже 21 июля 1890 г. прикомандирован к 3-й Резервной артиллерийской бригаде (где командиром батареи служил его отец, в то время уже полковник) субалтерн-офицером «для испытания по службе и перевода впоследствии в артиллерию». В 1891 г. переведен в 1-ю Резервную артиллерийскую бригаду, в следующем, уже в звании поручика, — в Восточно-Сибирскую артиллерийскую бригаду. В 1897 г. переведен в 36-ю артиллерийскую бригаду, опять-таки, вслед за отцом, командовавшим дивизионом этой бригады. В 1902 г. произведен в капитаны.
С первых дней Русско-японской войны — на театре военных действий. Приказом по артиллерии от 11.02.1904 г. прикомандирован ко 2-му Сибирскому армейскому корпусу и в составе 3 батареи 1-го дивизиона выступил в направлении г. Ляояна, к месту сосредоточения русских войск.
Участник боев у станции Вафангоу 1-2 июня 1904 г. в составе 1-го Сибирского армейского корпуса, у Ламагоу (в отдельной бригаде генерала П. И. Мищенко), под Ляояном 18-22 августа и 28 сентября — 5 октября 1904 г. и др. Награждён орденами Св. Анны IV степени с надписью «За храбрость» и Св. Станислава II степени с мечами и бантом (1904).
В феврале 1905 г. с 1 дивизионом командирован в Мукден в распоряжение генерала А. Ф. Забелина. В августе назначен командиром 4 батареи 9-й Восточно-Сибирской стрелковой артиллерийской бригады, в сентябре произведен в подполковники, а 25 мая 1911 г. — в полковники с назначением командиром 1 дивизиона 1-й артиллерийской бригады.
В той же должности Е. С. Джукаев оставался на 1 марта 1914 г..
С началом Первой мировой войны в составе 1-й лейб-гвардии артиллерийской бригады принимал участие в боевых действиях на Северо-Западном фронте. В плену. По окончании войны находился на излечении в 283 лазарете Всероссийского союза городов в Петрограде. 12 апреля 1918 г. уволен от службы по инвалидности.
Вскоре после того Е. С. Джукаев — на юге России. Принимал участие в боевых действиях в составе Добровольческой армии и подразделений Вооружённых Сил Юга России. С апреля 1919 г. — в 1-й артиллерийской бригаде, в сентябре 1919 г. — командиром 2 дивизиона Сводно-гренадерской артиллерийской бригады. Летом 1920 г. — в Крыму.
В эмиграции в Сербии. Член Общества офицеров-артиллеристов. Скончался, предположительно, после 1933 г.

### Семья
Отец — Семён Григорьевич Джукаев; мать — Екатерина Николаевна Друцкая-Соколинская.

## Награды
- орден Св. Станислава III степени, II степени с мечами,
- орден Св. Анны IV, III и II степеней;
- вензельный нагрудный знак имени Его Имп. В-ва В. К. Михаила Николаевича.